# Manoir Saint-Laurent
Le manoir Saint-Laurent est un édifice situé à Lisieux, en France.

## Localisation
Le monument est situé dans le département français du Calvados, 1 rue Paul-Banaston à Lisieux.

## Historique
La tour carrée est inscrite au titre des Monuments historiques depuis le 19 janvier 1927.

## Architecture

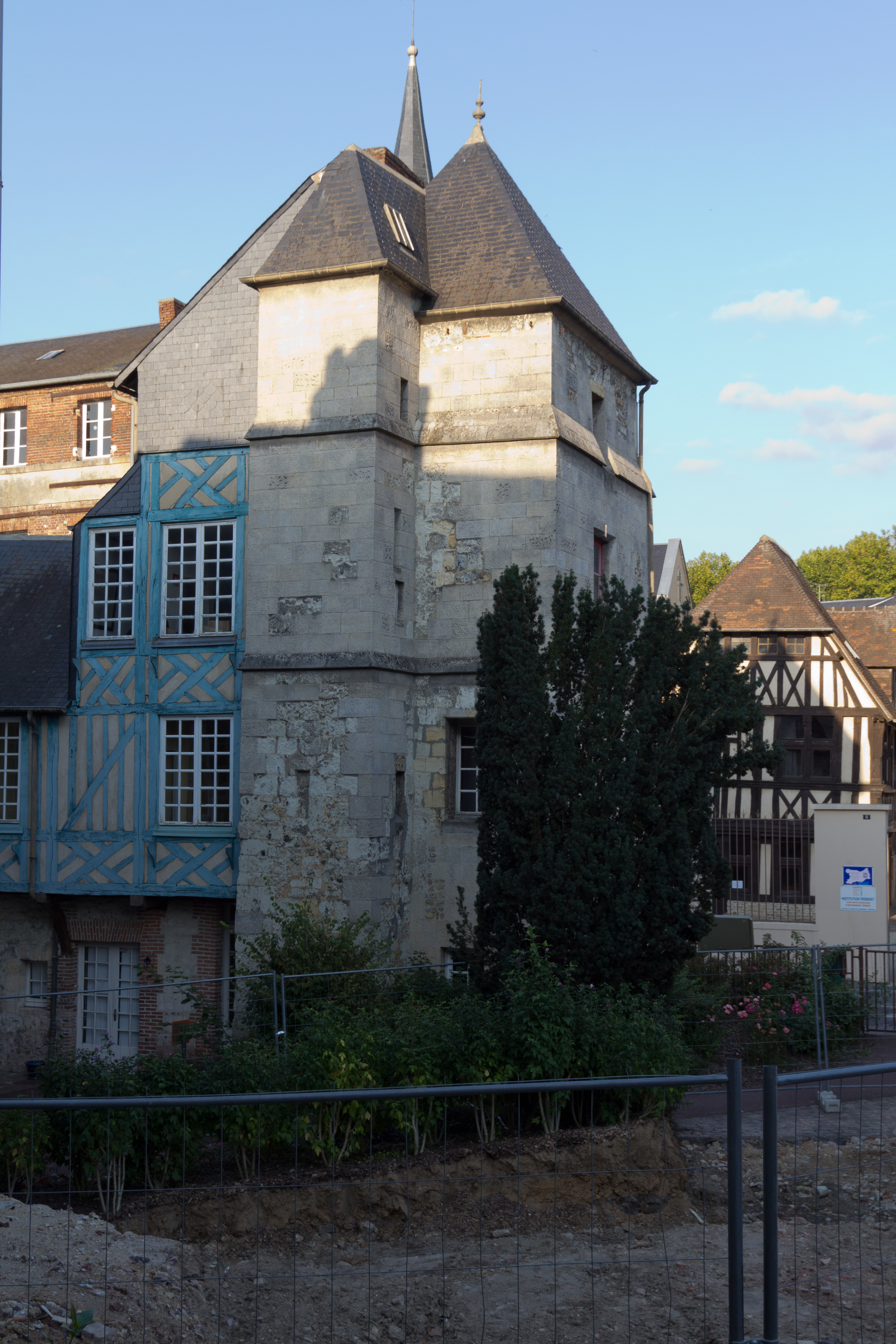
La tour carrée.